# Peter Tallberg

Peter Tallberg im Jahr 1967

Peter Julius Tallberg (* 15. Juli 1937 in Helsinki; † 16. Mai 2015 ebenda) war ein finnischer Segler.

## Leben
Tallberg nahm als Segler für Finnland an den Olympischen Sommerspielen in den Jahren 1960, 1964, 1968, 1972 und 1980 teil. Von 1976 bis zu seinem Tod, im Mai 2015, war er Mitglied des Internationalen Olympischen Komitees. Er war zuletzt nach dem russischen Politiker Witali Smirnow das am längsten im IOC-Komitee vertretene Mitglied.